# Andrena africana
Andrena africana là một loài Hymenoptera trong họ Andrenidae. Loài này được Friese mô tả khoa học năm 1909.